# 이집트의 국기
이집트의 국기는 위로부터 빨간색·하얀색·검은색 가로 줄무늬의 3색기이며 가운데에는 살라딘의 수리라고 부르는 금색 이집트의 국장이 새겨져 있다.
빨강은 혁명과 투쟁에 의한 피를, 하양은 평화와 밝은 미래를, 검정은 칼리프 시대의 영광과 지난날의 암흑 시대를 상징한다. 비율은 2:3이다.

## 색상
| 색상 | 빨강                | 하양                  | 검정            | 금색                |
| ---- | ------------------- | --------------------- | --------------- | ------------------- |
| RGB  | 206–17–38 (#CE1126) | 255–255–255 (#FFFFFF) | 0–0–0 (#000000) | 192–147–0 (#C09300) |

## 그 외의 기

군기
해군기
공군기
대통령기

## 과거의 국기

아이유브 술탄국의 국기 (1171년 - 1341년)
맘루크 술탄국의 국기 (1250년 - 1517년)
이집트 속주의 국기 (1517년-1867년)
1793년 - 1844년
이집트 속주의 국기1844년 - 1867년
이집트 술탄국의 국기1867년 - 1882년
1882년 - 1922년
이집트 왕국의 국기 (1922년 - 1953년) 이집트 공화국의 국기 (1953년 - 1958년)
1952년 이집트 혁명 당시 사용한 기
아랍 연합 공화국 (1958년 - 1972년)
1972년 - 1984년

### 그 외의 기

군기 (1922년 - 1952년)
해군기 (1922년 - 1952년)
공군기 (1922년 - 1952년)
국왕기 (1922년 - 1952년)
국왕기 (선상, 1922년 - 1952년)
국왕기 (공중, 1922년 - 1952년)
왕자기 (1922년 - 1952년)
왕자기 (선상, 1922년 - 1952년)
왕자기 (공중, 1922년 - 1952년)
왕실 공중기 (1922년 - 1952년)
대통령기 (1972년 - 1984년)

## 같이 보기
- 이집트의 국장
- 범아랍색
- 이라크의 국기
- 수단의 국기
- 시리아의 국기
- 아랍에미리트의 국기
- 예멘의 국기